# Nagla
Nagla là một thị trấn thống kê (census town) của quận Udham Singh Nagar thuộc bang Uttaranchal, Ấn Độ.

## Nhân khẩu
Theo điều tra dân số năm 2001 của Ấn Độ, Nagla có dân số 22.944 người. Phái nam chiếm 55% tổng số dân và phái nữ chiếm 45%. Nagla có tỷ lệ 70% biết đọc biết viết, cao hơn tỷ lệ trung bình toàn quốc là 59,5%: tỷ lệ cho phái nam là 78%, và tỷ lệ cho phái nữ là 61%. Tại Nagla, 12% dân số nhỏ hơn 6 tuổi.